# Synagoge (Enkirch)
Die Synagoge in Enkirch wurde 1852 in der Backhausstraße 4 errichtet. Um 1933 wurde die Synagoge verkauft. Sie wird heute als Anbau eine Gaststätte genutzt.

## Synagoge
Bereits vor 1852 war ein Betraum in Enkirch vorhanden. 1852 wurde die Synagoge in der Backhausstraße 4 eingeweiht. 1909 kam es zu einem Brand in der Synagoge dem die Inneneinrichtung zum Opfer fiel. Ab ca. 1929 fanden, da das benötigte Minjan nicht mehr erreicht wurde, nur noch Gottesdienst an hohe jüdischen Feiertagen statt, wenn jüdische Einwohner aus Nachbargemeinden hinzukamen.  1933 wurde die Synagoge verkauft. Das ehemalige Synagogengebäude wurde zu einem Anbau an der benachbarten Gaststätte umgebaut und wird in dieser Funktion noch heute genutzt.

## Jüdische Gemeinde Enkirch
Erste Juden siedelten bereits im 18. Jahrhundert auf dem Gebiet von Enkirch. Ab der Mitte des 19.  Jahrhunderts ging die Zahl der Gemeindemitglieder langsam zurück. Die Gemeinde verfügte über eine Mikwe und eine Religionsschule. Zeitweise war ein eigener Religionslehrer angestellt, der auch die Aufgaben des Vorbeters und Schochet innehatte. Die Verstorbenen wurden auf dem jüdischen Friedhof in Enkirch beigesetzt. Ab 1933, nach der Machtergreifung Adolf Hitlers, wurden die jüdischen Einwohner immer mehr entrechtet. Zudem kam es immer wieder zu antijüdischen Aktionen. Dies hatte zur Folge, dass weitere jüdische Familien Enkirch verließen.

### Entwicklung der jüdischen Einwohnerzahl
| Jahr | Juden | Jüdische Familien | Bemerkung |
| ---- | ----- | ----------------- | --------- |
| 1843 | 38    |                   |           |
| 1895 | 35    |                   |           |
| 1924 | 26    |                   |           |
| 1933 | 15    |                   |           |

Quelle: alemannia-judaica.de

## Opfer des Holocaust
Im Gedenkbuch – Opfer der Verfolgung der Juden unter der nationalsozialistischen Gewaltherrschaft 1933–1945 und in der Zentralen Datenbank der Namen der Holocaustopfer von Yad Vashem werden folgende Mitglieder der jüdischen Gemeinschaft Enkirch (die dort geboren wurden oder zeitweise lebten)  aufgeführt, die während der Zeit des Nationalsozialismus ermordet wurden:
| Name            | Vorname          | Todeszeitpunkt                  | Alter     | Ort des Todes                   | Bemerkung | Quellen |
| --------------- | ---------------- | ------------------------------- | --------- | ------------------------------- | --- | --- |
| Beermann        | Emma             | 23. November 1943               | 79 Jahre  | Ghetto Theresienstadt           | Deportation am 15. Dezember 1942 ab Berlin nach Ghetto Theresienstadt (Transport I/80. Deportationsnummer im Transport 9986). | Yad Vashem (Datenbank, Datensatz Nr. 4772883, 4088228 und 11470490) / Gedenkbuch für die Opfer der NS-Judenverfolgung in Deutschland          |
| Löb (Loeb, Lev) | Hermman (Herman) | 19. Mai 1945 oder 19. Juni 1945 | 45 Jahre  | Konzentrationslager Flossenbürg | Nach Luxemburg emigriert. Vom 15. November 1938 bis 26. September 1939 im Konzentrationslager Dachau interniert. Anschließend im Konzentrationslager Buchenwald und Konzentrationslager Sachsenhausen interniert. Deportation am 23 April. 1945 ab Konzentrationslager Sachsenhausen nach Konzentrationslager Flossenbürg. | Yad Vashem (Datenbank, Datensatz Nr. 7242534, 1835618 und 11582225) / Gedenkbuch für die Opfer der NS-Judenverfolgung in Deutschland          |
| Hirsch          | Rosalie          | 8. Januar 1941                  | 71 Jahre  | Internierungslager Lannemezan   | Deportation am 27. Juli 1942 ab Illingen nach Internierungslager Gurs. Deportation zu unbekanntem Zeitpunkt nach Internierungslager Lannemezan. | Yad Vashem (Datenbank, Datensatz Nr. 11524192) / Gedenkbuch für die Opfer der NS-Judenverfolgung in Deutschland                               |
| Isaak           | Max              | unbekannt                       | unbekannt | Konzentrationslager Auschwitz   | Deportation am 15. Juni 1942 ab Köln nach Ghetto Theresienstadt. Am 19. Oktober 1944 Deportation nach Konzentrationslager Auschwitz. | Yad Vashem (Datenbank, Datensatz Nr. 3598134, 4331817, 1862322 und 11527931) / Gedenkbuch für die Opfer der NS-Judenverfolgung in Deutschland |
| Klinger         | Johann           | unbekannt                       | unbekannt | Konzentrationslager Auschwitz   | Deportation am 22. Oktober 1940 ab Mannheim nach Internierungslager Gurs. Am 15. August 1942 Deportation von Sammellager Drancy nach Konzentrationslager Auschwitz. | Yad Vashem (Datenbank, Datensatz Nr. 11564209) / Gedenkbuch für die Opfer der NS-Judenverfolgung in Deutschland                               |
| Levy            | Sophie           | 14. Juli 1942                   | 45 Jahre  | Ghetto Litzmannstadt            | Deportation am 16. Oktober 1941 ab Köln-Trier nach Ghetto Litzmannstadt. | Yad Vashem (Datenbank, Datensatz Nr. 11575826) / Gedenkbuch für die Opfer der NS-Judenverfolgung in Deutschland                               |
| Löb             | Emma             | unbekannt                       | unbekannt | Ghetto Litzmannstadt            | Deportation am 16. Oktober 1941 ab Köln-Trier nach Ghetto Litzmannstadt. | Yad Vashem (Datenbank, Datensatz Nr. 11582183) / Gedenkbuch für die Opfer der NS-Judenverfolgung in Deutschland                               |
| Löb             | Gerda            | unbekannt                       | unbekannt | Vernichtungslager Kulmhof       | Deportation am 22. Oktober 1941 ab Köln nach Ghetto Litzmannstadt. Deportation im Mai 1942 nach Vernichtungslager Kulmhof. | Yad Vashem (Datenbank, Datensatz Nr. 3944167, 11582205 und 7195067) / Gedenkbuch für die Opfer der NS-Judenverfolgung in Deutschland          |
| Löb             | Hermann          | unbekannt                       | unbekannt | Vernichtungslager Kulmhof       | Deportation am 22. Oktober 1941 ab Köln nach Ghetto Litzmannstadt. Deportation am 6. Mai 1942 nach Vernichtungslager Kulmhof. | Yad Vashem (Datenbank, Datensatz Nr. 3967156 und 3972758) / Gedenkbuch für die Opfer der NS-Judenverfolgung in Deutschland                    |
| Löb             | Siegmund         | unbekannt                       | unbekannt | Ghetto Litzmannstadt            | Deportation am 16. Oktober 1941 ab Köln-Trier nach Ghetto Litzmannstadt. | Yad Vashem (Datenbank, Datensatz Nr. 4332682 und 11582289) / Gedenkbuch für die Opfer der NS-Judenverfolgung in Deutschland                   |
| Mayer           | Martha           | unbekannt                       | unbekannt | Konzentrationslager Auschwitz   | Deportation am 8. Januar 1944 ab Frankfurt am Main nach Ghetto Theresienstadt (Transport XII/6. Deportationsnummer im Transport: 33). Am 9. Oktober 1944 Deportation nach Konzentrationslager Auschwitz (Transport Ep. Deportationsnummer im Transport: 479).                                                              | Yad Vashem (Datenbank, Datensatz Nr. 4766121 und 11591272) / Gedenkbuch für die Opfer der NS-Judenverfolgung in Deutschland                   |
| 1.              |                  |                                 |           |                                 | | |